# Дзерин Антон Миколайович
Анто́н Микола́йович Дзе́рин (нар. 26 листопада 1996, с. Дрижина Гребля Кобеляцького району Полтавської області — 11 березня 2017, с. Березове, Мар'їнського району Донецької області) — старший солдат Збройних сил України, учасник російсько-української війни. Позивний «Пікассо».

## Життєпис
Народився 1996 року в селі Дрижина Гребля на Полтавщині. 2012 року закінчив 9 класів Бутенківської загальноосвітньої школи І-ІІІ ступенів ім. Ю. П. Дольд-Михайлика в сусідньому селі Бутенки. Продовжив навчання у Професійному аграрному ліцеї в Кобеляках, який закінчив у 2015 році за фахом тракториста-машиніста, слюсаря з ремонту сільськогосподарських машин та водія. Проживав у селі Свічкареве Кобеляцького району, з тіткою, потім у Полтаві. Неодружений.

### Служба
15 жовтня 2015 року, у 18-річному віці, добровольцем пішов до армії, згодом підписав контракт. З листопада 2015 до січня 2016 року проходив підготовку в 169-му Навчальному центрі «Десна», отримав спеціальність «оператор-навідник БМП-1». Служив на посаді навідника-оператора БМП 1-ї штурмової роти 24-го окремого штурмового батальйону «Айдар» 53-ї окремої механізованої бригади. Також був кулеметником.

### Хобі
Захоплювався вуличними тренуваннями (Street workout), любив класичну музику, робив татуювання.
За те, що дуже любив і професійно умів малювати, отримав позивний — Пікассо.

### Загибель
Загинув 11 березня 2017 року в бою з ворожою диверсійно-розвідувальною групою, разом із Сергієм «Голубом» Голубєвим з Рівненщини, поблизу села Березове Мар'їнського району. Близько 14:00 «айдарівці» на спостережному пункті помітили з боку окупованого Докучаєвська пересування ДРГ у складі 4 бойовиків і відкрили вогонь на ураження з кулемета. Після півгодинного бою ворог відступив, але в результаті зіткнення двоє українських захисників загинули.
Похований 14 березня на кладовищі села Свічкареве Кобеляцького району.
Залишилися мати і двоє братів.

## Нагороди та відзнаки
- Орден «За мужність» ІІІ ступеня, за особисту мужність, виявлену у захисті державного суверенітету та територіальної цілісності України, самовіддане служіння Українському народу (посмертно, 14 березня 2017 р.)[5].
- Відзнаки Президента України «За участь в антитерористичній операції» (посмертно)[6].
- Нагрудний знак Полтавської обласної ради «За вірність народу України» І ступеню (посмертно)[7].

## Вшанування пам'яті
- 26 травня 2017 року відкрито пам'ятну дошку на стіні Бутенківської загальноосвітньої школи І — ІІІ ступенів імені Ю. П. Дольд-Михайлика[7][8].
- На визнання вагомих особистих заслуг перед Полтавщиною та Україною, за зразкове виконання військового і громадянського обов'язку, мужність і героїзм, виявлені у захисті державного суверенітету та територіальної цілісності України, занесений до Книги Пошани Полтавської обласної ради (посмертно)[9][10].